# Barbus ablabes
Barbus ablabes là một loài cá trong họ Cyprinidae.